# Neil Shicoff
Neil Shicoff (Brooklyn, 2 de junio de 1949) es un cantante de ópera (tenor) estadounidense.

## Comienzos
Neil Shicoff nació en Brooklyn, Nueva York. Estudió en la Juilliard School de Música, con su padre, el "cantor" Sidney Shicoff y otros, incluido Franco Corelli a principios de los años 1980. Cantó en pequeños teatros de Nueva York. Su debut profesional como tenor en un teatro importante de ópera fue en el rol titular de Ernani, dirigido por James Levine en Cincinnati en 1975. 
En 1976, Shicoff debutó en el Metropolitan Opera como Rinuccio en Gianni Schicchi dirigido por Levine. Shicoff fue entonces contratado por el Met para cantar el papel de tenor en Rigoletto, La Bohème, Der Rosenkavalier, y Werther, que se convirtieron en sus papeles destacados. Pronto se presentó en los principales teatros de ópera de Estados Unidos y Europa. No obstante, padeció varias veces miedo escénico, lo que hizo que cancelara numerosas representaciones.
En 1978 se casó con la soprano lírica Judith Haddon, graduada también en la escuela Juilliar. Después de la muerte de su madre en 1984, Shicoff sufrió problemas emocionales, dificultades vocales y creciente ansiedad. Después de romper con su esposa en 1989, Shicoff tuvo un ataque de nervios en escena durante una representación de Werther en el Met.

## Reconstrucción de su carrera
Shicoff siguió cantando en el Met durante los años siguientes, pero en 1991 marchó a lo que él mismo llamó su exilio europeo. Vivió durante tres años en Berlín, luego en Zürich, ofreciendo representaciones por Europa, y lentamente reconstruyó su reputación. Apareció con la Ópera Estatal de Viena, La Scala, la Ópera de París, Covent Garden, Deutsche Oper, Ópera Estatal de Baviera y otros teatros europeos.
En 1994 debutó en el Teatro Colón como Don José en Carmen junto a Denyse Graves, regresó en 2001 para Los Cuentos de Hoffmann.
En 1997, Shicoff y Haddon finalmente llegaron a un acuerdo de divorcio, lo que permitió a Shicoff casarse con la soprano Dawn Kotoski, con quien había vivido desde 1993 y renovar su relación con su hija, Aliza. Shicoff regresó al Met, como Lensky en Eugenio Oneguin.
Sus papeles más famosos, además de Werther), son los roles titulares de Los cuentos de Hoffmann y Peter Grimes y Lensky en Eugenio Onegin, así como una serie de papeles románticos franceses e italianos, para tenor lírico y spinto. 
Posteriormente ha cantados los roles de Cavaradossi en Tosca y Hoffmann en La Scala y la Ópera de la Bastilla de París; Des Grieux en Manon Lescaut; Don José en Carmen para la Ópera Lírica de Chicago y Eleazar en La Juive de Halévy en el Teatro La Fenice en Venecia y con la Ópera Estatal de Viena. 

## Grabaciones
- Bizet: Carmen, Philips 422 366-2, Grand Auditorium de Radio France, París, 13-22 de julio de 1988; versión Opéra-Comique; Carmen: Jessye Norman; Micaëla: Mirella Freni; Don José: Neil Shicoff; Escamillo: Simon Estes; Orchestre National de France y Choeurs de Radio France; director: Seiji Ozawa

- Donizetti: Lucia di Lammermoor, Teldec 0630-13803-2, Iglesia de san Agustín, Londres, septiembre de 1991; Lord Enrico Ashton: Alexandru Agache; Lucia: Edita Gruberová; Sir Edgardo di Ravenswood: Neil Shicoff; Lord Arturo Bucklaw: Bernard Lombardo; Raimondo Bidebent: Alastair Miles; Alisa: Diana Montague; Orquesta Sinfónica de Londres y los Ambrosian Singers; director: Richard Bonynge

- Offenbach: Les Contes d'Hoffmann, EMI CDS 7 49641, Palais des Beaux-Arts, Bruselas, junio-julio de 1988; edición Fritz Oeser; Hoffmann: Neil Shicoff; Nicklausse/La Muse: Ann Murray; Olympia: Luciana Serra; Antonia: Rosalind Plowright; Giulietta: Jessye Norman; Lindorf/Coppélius/Miracle/Dapertutto: José van Dam; Orquesta Sinfónica y Coro de la Ópera Nacional del Teatro Real de la Moneda, Bruselas; director: Sylvain Cambreling

- Puccini: The Puccini Album: Great scenes from Tosca and Manon Lescaut, Philips 456 586-2, Teatro Comunale, Florencia, noviembre de 1997; Floria Tosca: Galina Gorchakova; Mario Cavaradossi: Neil Shicoff; Il Sagrestano: Alessandro Calamai; Manon Lescaut: Galina Gorchakova; Renato Des Grieux: Neil Shicoff; Orquesta y Coro del Mayo Musical Florentino; director: Seiji Ozawa

- Puccini: Il Tabarro, EMI CD 5 56587 2 - disc 1, Lyndhurst Hall, Air Studios, Hampstead, Londres, julio de 1997; Michele: Carlo Guelfi; Giorgetta: Maria Guleghina; Luigi: Neil Shicoff; Orquesta Sinfónica de Londres y London Voices; director: Antonio Pappano

- Chaikovski: Eugene Onegin, Philips 438 235-2, París, octubre de 1992; Larina: Sarah Walker; Tatiana: Nuccia Focile; Olga: Olga Borodina; Filipyevna: Irina Arkhipova; Eugene Onegin: Dmitri Hvorostovsky; Lensky: Neil Shicoff; Príncipe Gremin: Alexander Anisimov; Coro de Cámara de San Petersburgo y Orquesta de París; director: Semyon Bychkov

- Chaikovski: Eugene Onegin, Deutsche Grammophon 423959-2, Lukaskirche, Dresde, junio de 1987; Larina: Rosemarie Lang; Tatiana: Mirella Freni; Olga: Anne Sophie von Otter; Filipyevna: Ruthild Engert; Eugene Onegin: Thomas Allen; Lensky: Neil Shicoff; Príncipe Gremin: Paata Burchuladze; Staatskapelle Dresden y coro de la Radiodifusión de Leipzig; director: James Levine

- Verdi: Aroldo, Philips 462 512-2; Aroldo: Neil Shicoff; Mina: Carol Vaness; Egberto: Anthony Michaels-Moore; Briano: Roberto Scandiuzzi; Orquesta y Coro del Mayo Musical Florentino; director: Fabio Luisi

- Verdi: Attila, EMI CDS749952-2, Albanella, Milán, junio-julio de 1989; Attila: Samuel Ramey; Odabella: Cheryl Studer; Foresto: Neil Shicoff; Ezio: Giorgio Zancanaro; Orquesta y Coro del Teatro alla Scala; director: Riccardo Muti

- Verdi: Macbeth, Philips 412 133-2, Berlín, noviembre-diciembre de 1983; Lady Macbeth: Mara Zampieri; Macbeth: Renato Bruson; Banco: Robert Lloyd; Dama: Lucia Aliberti; Macduff: Neil Shicoff; Coro y Orquesta de la Deutsche Oper de Berlín; director: Giuseppe Sinopoli

- Verdi: Rigoletto, Philips 412 592-2 -or- 462 158-2, Roma, septiembre de 1984; Il Duca di Mantova: Neil Shicoff; Rigoletto: Renato Bruson; Gilda: Edita Gruberova; Sparafucile: Robert Lloyd; Maddalena: Brigitte Fassbaender; Coro y Orquesta de la Accademia Nazionale di Santa Cecilia; director: Giuseppe Sinopoli

- Verdi: La Traviata, Teldec 9031-76348-2, Abbey Road Studios, Londres, febrero de 1992; Violetta Valéry: Edita Gruberova; Flora Bervoix: Patricia Spence; Annina: Monica Bacelli; Alfredo Germont: Neil Shicoff; Giorgio Germont: Giorgio Zancanaro; Orquesta Sinfónica de Londres y los Ambrosian Singers; director: Carlo Rizzi

## Videografía
- Offenbach: Les Contes d'Hoffmann, Metropolitan Opera Video; Metropolitan Opera, 8 de enero de 1988 | Retransmitido: 2 de marzo de 1988; Olympia: Gwendolyn Bradley; Antonia: Roberta Alexander; Giulietta: Tatiana Troyanos; Nicklausse/La Muse: Susan Quittmeyer; Hoffmann: Neil Shicoff; Lindorf/Coppélius/Miracle/Dapertutto: James Morris; Orquesta y coro de la Metropolitan Opera; director: Charles Dutoit

- Puccini: La Bohème, National Video Corporation 4509-99222-3 -o- Castle Vision CVI 2014; Royal Opera House, Covent Garden, 1982; Mimì: Ileana Cotrubas; Rodolfo: Neil Shicoff; Marcello: Thomas Allen; Musetta: Marilyn Zschau; Orquesta de la Royal Opera House y Coro de la Royal Opera; director: Lamberto Gardelli

- Verdi: La Traviata, National Video Corporation 4509-92409-3/Teldec Video; Gran Teatro La Fenice, Venecia, diciembre de 1992; Violetta Valéry: Edita Gruberová; Flora Bervoix: Mariana Pentcheva; Annina: Antonella Trevisan; Alfredo Germont: Neil Shicoff; Giorgio Germont: Giorgio Zancanaro; Orquesta y Coro del Teatro La Fenice; director: Carlo Rizzi